# Хав'єр Кальєха
Хав'єр Кальєха (ісп. Javier Calleja, нар. 12 травня 1978, Мадрид) — іспанський футболіст, що грав на позиції півзахисника. По завершенні ігрової кар'єри — тренер.

## Ігрова кар'єра
Займався футболом в академії клубу «Реал Мадрид». 1996 року почав виступи за третю команду «Реал Мадрид C» у третьому дивізіоні. Далі у структурі рідного клубу не залишився, грав за нижчолігові «Альмерію» та «Алькалу».
1999 року приєднався до друголігового «Вільярреала». У першому ж сезоні допоміг команді підвищитися в класі і наступні шість сезонів відіграв у її складі в елітному дивізіоні. Двічі поспіль, у 2003 і 2004 роках, виборював у складі «Вільярреала» титул володаря Кубка Інтертото.
Протягом 2006—2009 років захищав кольори «Малага», також спочатку у Сегунді, а після здобуття підвищення в класі у 2008 році — в Ла-Лізі.
Завершував ігрову кар'єру виступами за «Осасуну» протягом 2009—2012 років також в елітному дивізіоні чемпіонату Іспанії.

## Кар'єра тренера
Розпочав тренерську кар'єру відразу ж по завершенні кар'єри гравця, 2012 року, як тренер молодіжної команди «Вільярреала».
За два роки очолив тренерський штаб другої команди клубу, а у вересні 2017 змінив звільненого Франсіско Ескрібу на посаді очільника головної команди «Вільярреала». Сезон 2017/18 команда під його керівництвом фінішувала п'ятою в Ла-Лізі, кваліфікувавшись до Ліги Європи, після чого контракт тренера було подовжено. Утім наступного сезону результати команди стрімко погіршилися — у грудні 2018 року від зони вильоту її відділяли лише три очки і вона видала серію з дев'яти ігор, в яких було здобуто лише одну перемогу. На цьому тлі тренера було звільнено, а на його місце прийшов Луїс Гарсія.
Утім під керівництвом нового головного тренера «Вільярреал» повторив таку ж провальну серію, після чого вже за півтора місяці керівництво клубу вирішило повернути Кальєху. Він пропрацював на чолі команди ще півтора сезони, залишивши її влітку 2020, невдовзі після того як повторив власне досягнення — п'яте місце в іспанській першості.
Згодом з квітня по грудень 2021 тренував «Алавес», звідки був звільнений через незадовільні результати.

## Титули і досягнення
- Володар Кубка Інтертото (2):

«Вільярреал»: 2003, 2004